# Halakusugal, Navalgund
Halakusugal là một làng thuộc tehsil Navalgund, huyện Dharwad, bang Karnataka, Ấn Độ.